# Садыкова, Саламат
Саламат Садыкова (кирг. Саламат Садыкова; род. 28 сентября 1956 года, село Кызыл Жол, Баткенская область , Кыргызстан) — киргизская певица. Народная артистка Кыргызской Республики (1995). Заслуженная артистка Казахстана (1995). Лауреат Государственной премии Кыргызской Республики имени Токтогула в области литературы, искусства и архитектуры (2004). Руководитель координационного совета «Эл Энеси» (Мать нации) в Киргизии. Лауреат многих международных и национальных конкурсов.

## Биография
Саламат Садыкова родилась 28 сентября 1956 года в селе Кызыл-Жол Баткенской области. Отец умер, когда ей было два года, а мать скончалась, когда девочке исполнилось девять. Она училась сначала в школе-интернате в Кара-Суу, а затем в ошской музыкальной школе. 
В 1973 году начала работать в Баткенском районном доме культуры, участвовала во многих творческих конкурсах.
В 1988 году Садыкова приняла участие в республиканском фестивале «Тогуз кайрык» и удостоилась высших оценок жюри. После ее пригласили в качестве солистки в ансамбль «Камбаркан» при Национальной филармонии имени Токтогула Сатылганова, где она и по сей день трудится.
За свои творческие успехи и талант в 1995 году стала Народной артисткой Кыргызской Республики — за большие заслуги в развитии кыргызского национального музыкального искусства.
В том же году она стала Заслуженной артисткой Казахстана.
Творчество артистки, в репертуаре которой около трехсот песен, высоко ценил Чингиз Айтматов. В 1980-х годах на одном из культурных мероприятий во Фрунзе писатель несколько раз просил её исполнить на «бис» одну песню. Они и после поддерживали очень хорошие отношения.
Саламат Садыкова побывала с сольными концертами в России, Испании, Омане, Украине, Нидерландах, Бельгии, Люксембурге, где участвовала в музыкальных конкурсах. Награждена международной премией ТЮРКСОЙ.
Певица сама вырастила и воспитала двоих дочерей. Старшая стала журналистом, вторая сегодня работает за границей. Саламат Садыкова — бабушка четырех внуков. Сейчас она руководит в филармонии фольклорно-этнографическим ансамблем «Камбаркан» и продолжает петь.

## Награды и звания
- Орден «Манас» III степени (30 августа 2016) — за вклад в развитие исторического и культурного наследия народа Кыргызстана, социально-экономического, интеллектуального и духовного потенциала республики, многолетний плодотворный труд, мужество и отвагу, в честь 25-летия независимости Кыргызской Республики[1].
- Народная артистка Кыргызской Республики (21 августа 1995) — за большие заслуги в развитии кыргызского национального музыкального искусства[2].
- Заслуженная артистка Кыргызской Республики (6 марта 1992) — за большой вклад в развитие и обогащение кыргызского фольклорного искусства[3].
- Заслуженная артистка Казахстана (1995).
- Государственная премия Кыргызской Республики имени Токтогула в области литературы, искусства и архитектуры (21 ноября 2004) — за концертно-исполнительскую программу[4].
- Памятная золотая медаль «Манас-1000» (15 августа 1995)[5]